# Богданович, Богдан (архитектор)

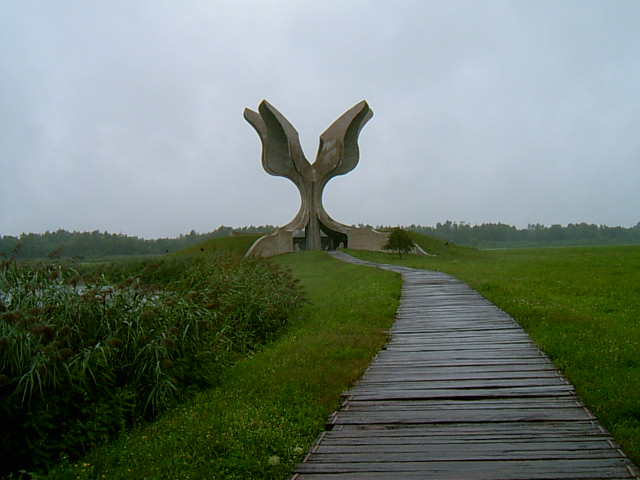
«Каменный цветок»: мемориал на месте концентрационного лагеря Ясеновац

Бо́гдан Богда́нович (серб. Богдан Богдановић/Bogdan Bogdanović; 20 августа 1922, Белград — 18 июня 2010, Вена) — сербский и югославский архитектор и эссеист, а также политический деятель. Преподавал на Архитектурном факультете Белградского университета, был деканом факультета. С 1982 по 1986 годы был мэром Белграда. В качестве эссеиста написал множество работ по урбанизму, особенно по мистическим и символическим его аспектам. Некоторые его работы были опубликованы в ведущих изданиях El País, Svenska Dagbladet, Die Zeit. В период Второй мировой войны Богданович был партизаном. При Слободане Милошевиче стал диссидентом. Иностранный член РААСН (1994).

## Биография
В 1950 году окончил архитектурный факультет Белградского университета. Входил в число советников И. Б. Тито по вопросам культуры. Состоял председателем Союза архитекторов Югославии (1964—1968). С 1965 года — профессор в Белградском университете.
В 1982—1986 годах мэр Белграда. В 1993 году после распада Югославии он не нашел взаимопонимания с администрацией Слободана Милошевича, прекратил активную деятельность и переехал в Вену.
Скончался в возрасте 87 лет 18 июня 2010 года от инфаркта миокарда.

## Творчество
Богданович являлся представителем и теоретиком символико-романтического направления в мемориальной архитектуре Югославии. Его работы характеризуются динамизмом пространственной композиции, стремлением к органической связи с окружающим ландшафтом, обобщённо-символической трактовкой архаических, народных и классических архитектурных мотивов.
Главное дело его юности, прошедшей в увлечении сюрреализмом — эксперимент в духе 1968 года «Сельская школа философии архитектуры».
В 1951—1981 Богданович создал по всей Югославии более 20 мемориалов жертвам фашизма и борцам сопротивления (в котором сам архитектор также участвовал):
- Белград (1958—1959, совместно с архитектором С. Личиной),
- Сремска-Митровица (1959—1960; Октябрьский проспект, 1960),
- Крушевац (1960—1965),
- Мостар (1960—1965),
- Ясеновац (1960—1966; Октябрьский проспект, 1966)
- Памятник партизанам и шахтерам — Косовска-Митровица 1973,
- Травник, 1975,
- Вуковар, 1980 и др.

Они резко отличаются от других памятников периода социализма тем, что они обращаются к архетипическим образам и призваны побудить зрителя к размышлениям.
Богданович был оригинальным мыслителем и писателем, который «строил, чтобы иметь возможность писать, и писал, чтобы иметь возможность строить».

## Сочинения
- Urbanističke mitologeme, Beograd, 1966
- Urbs et Logos, 1976
- Градословарь, 1982